# Carlinda
Carlinda är en kommun i Brasilien.   Den ligger i delstaten Mato Grosso, i den centrala delen av landet, 1 100 km nordväst om huvudstaden Brasília. Antalet invånare är 10 985.
Omgivningarna runt Carlinda är huvudsakligen savann. Runt Carlinda är det mycket glesbefolkat, med 4 invånare per kvadratkilometer.